# شارلوت لوئیس (لاست)
شارلوت لوئیس (به انگلیسی: Charlotte Lewis) شخصیتی ساختگی در سریال لاست است که ربکا میدر نقش او را ایفا می‌کند.